# Урочище «Піддубне»
Уро́чище «Підду́бне» — лісовий заказник місцевого значення в Україні. Об'єкт природно-заповідного фонду Хмельницької області.
Розташований у межах Віньковецької селищної громади Хмельницького району Хмельницької області, на північ від села Калюсик.
Площа 16 га. Статус присвоєно згідно з рішенням 13 сесії обласної ради від 25.12.1997 року № 5. Перебуває у віданні: Віньковецьке РСЛП.
Статус присвоєно для збереження лісового масиву, що зростає на схилах балки.

## Галерея

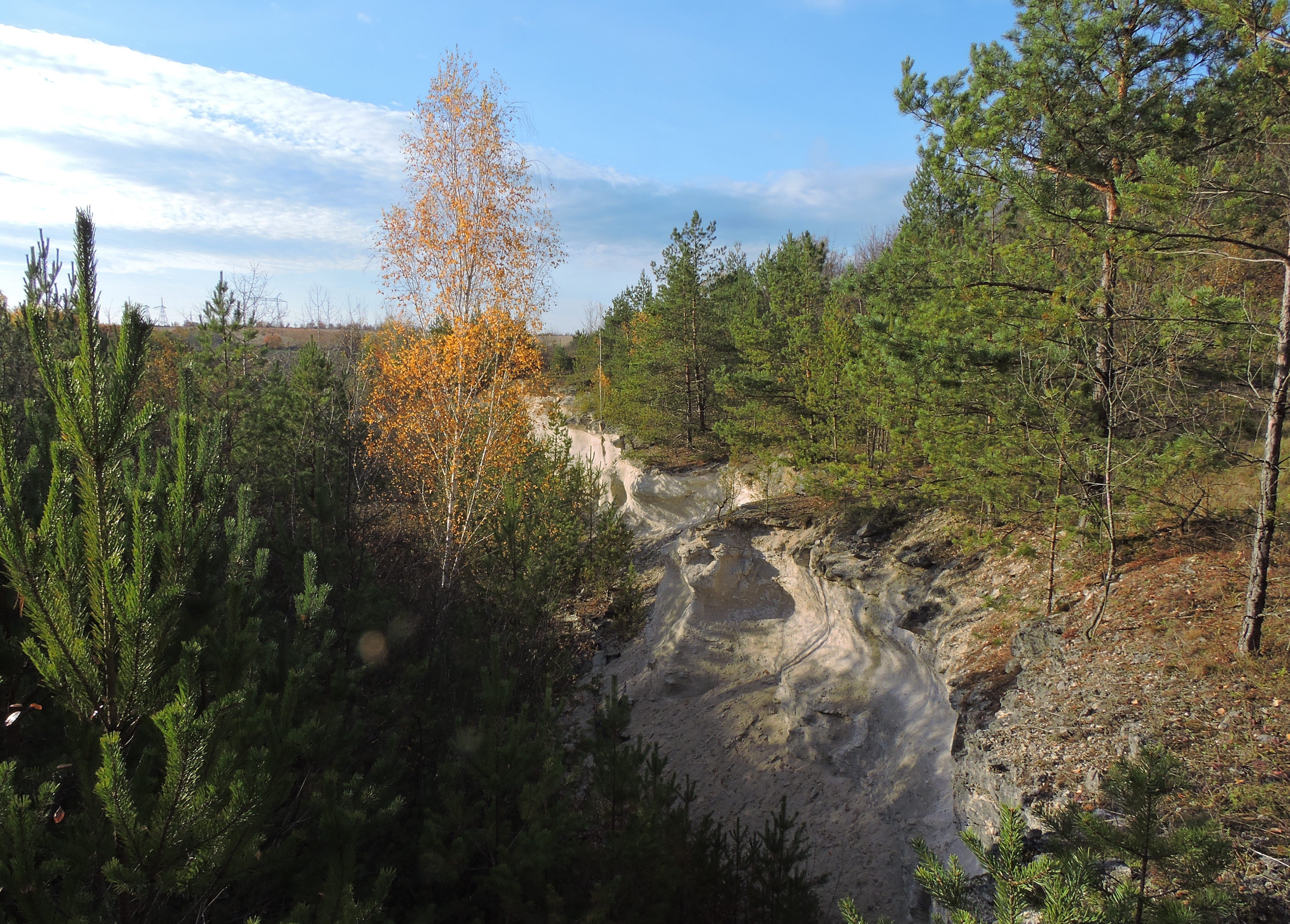
Урочище «Піддубне» восени
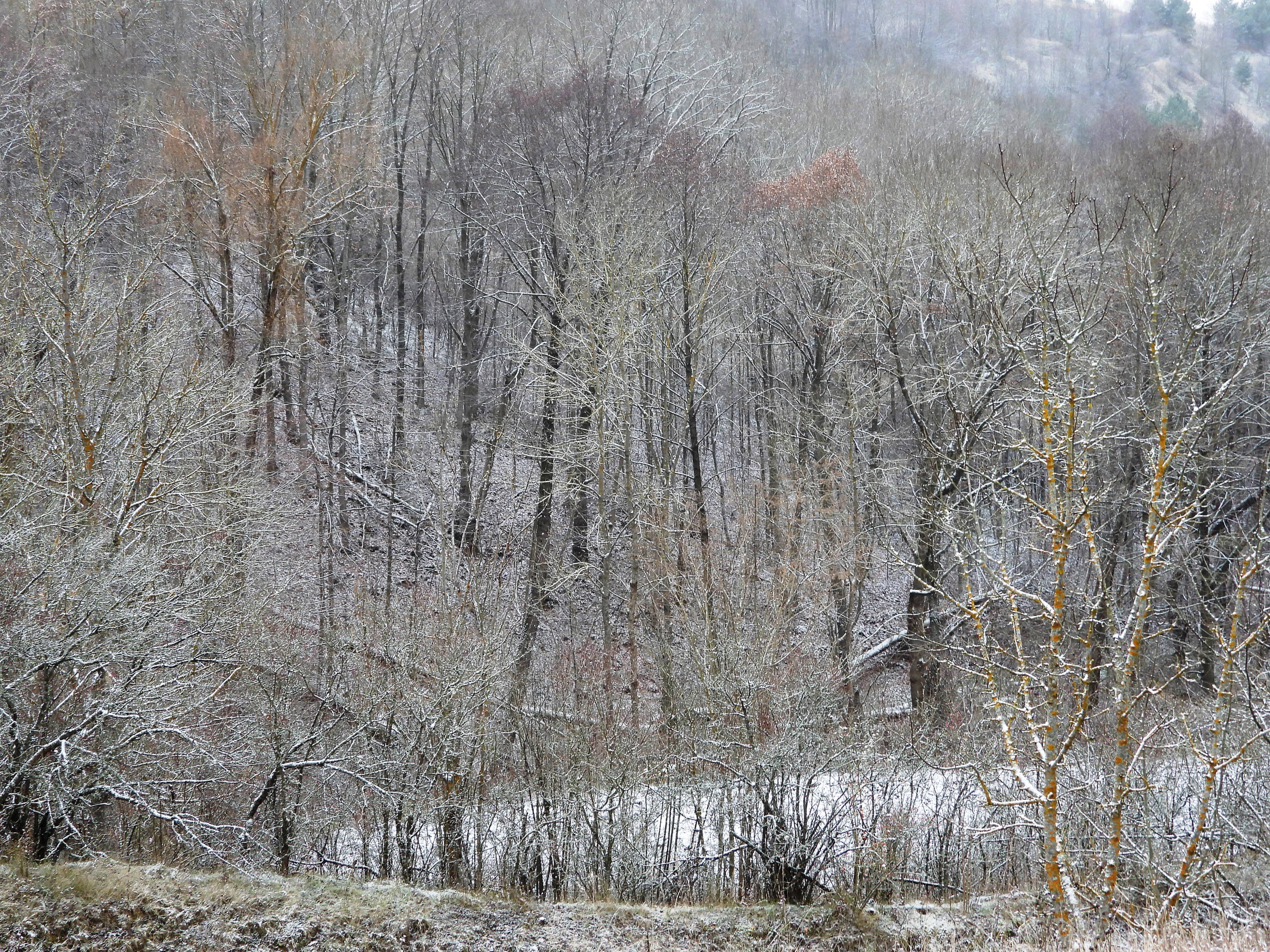
Урочище «Піддубне» Вид згори
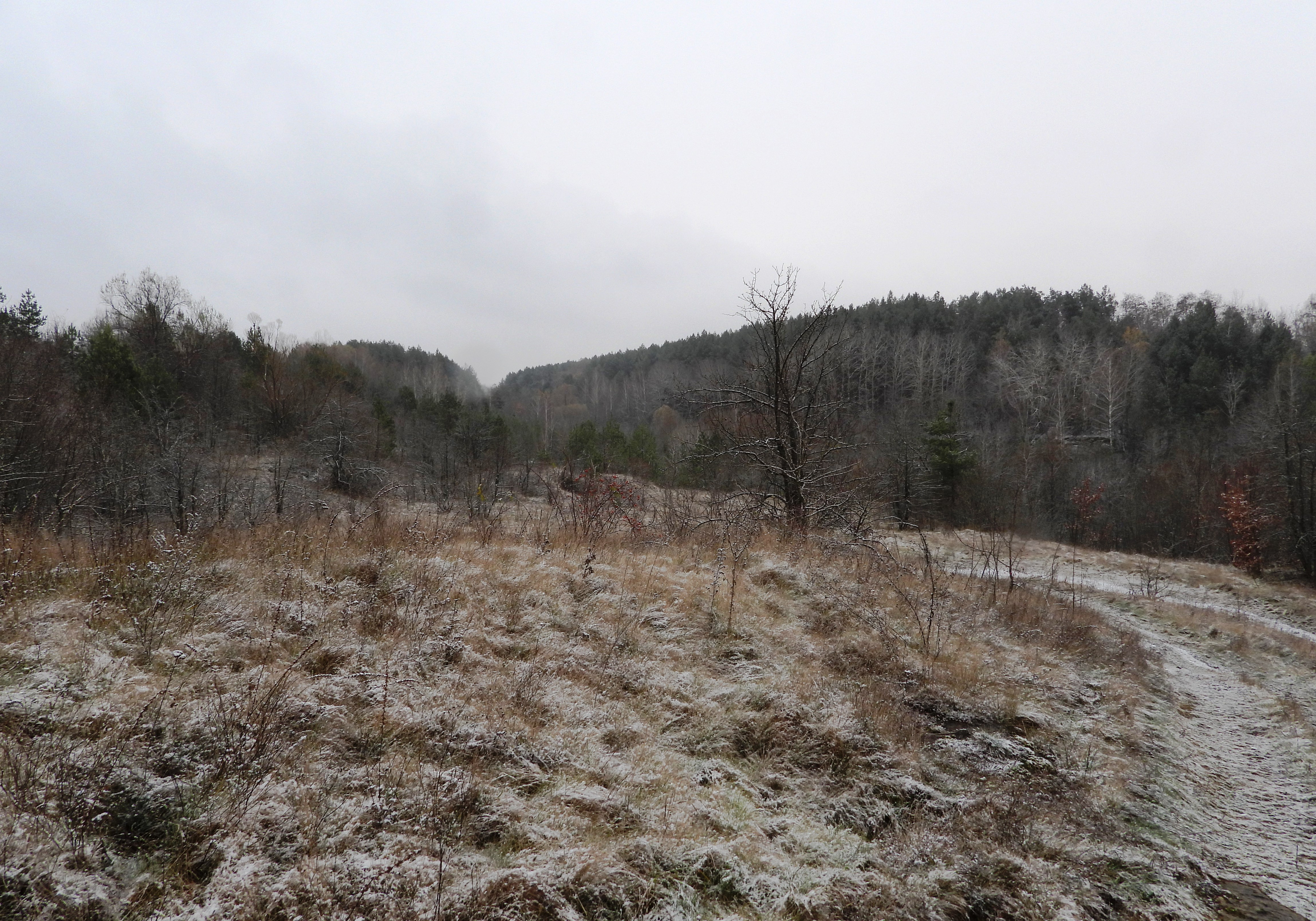
Загальний вид на кінець балки
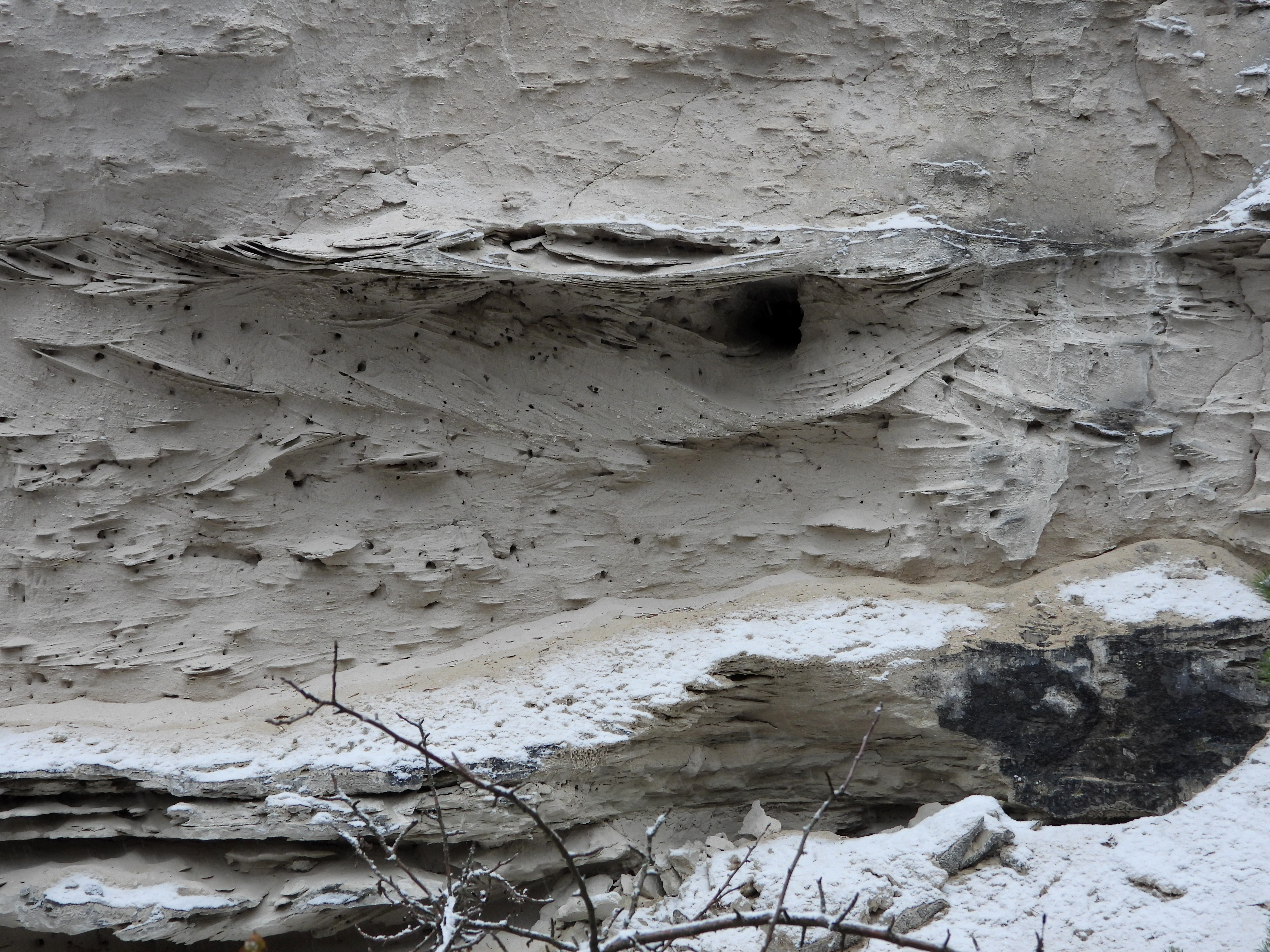
Схили яру в Урочище «Піддубне»